# Софія Нассауська
Софія Нассауська (нім. Sophia von Nassau), повне ім'я Софія Вільгельміна Маріанна Генрієтта Нассау (нім. Sophia Wilhelmine Marianne Henriette von Nassau), ( 9 липня 1836 —  30 грудня 1913) — королева-консорт Швеції (1872—1907) та Норвегії (1872—1905), принцеса з дому Нассау-Вайлбург, донька герцога Вільгельма Нассау та Пауліни Вюртемберзької, дружина короля Оскара II.

## Біографія
Народилась 9 липня 1836 року у палаці Бібріх на курорті Вісбаден наймолодшою з дітей герцога Вільгельма Нассау та його другої дружини Пауліни Вюртемберзької. Мала рідну сестру Олену та брата Миколая, а також зведених братів Адольфа і Моріца та сестер Терезу і Марію від першого шлюбу батька. Коли їй було три роки, батько помер від інсульту.
До освіти Софії входило вивчення історії, іноземних мов та гри на фортепіано.
Після смерті матері влітку 1856 переїхала до замку Монрепо у Нойвіді, де проживала її сестра Марія, із родиною. Там познайомилася із 27-річним шведським принцом Оскаром, що носив титул герцога Остерготландського. 25 вересня 1856 він зробив їй пропозицію. Весілля відбулося 6 червня 1857 року у палаці Бібріх. За два тижні молодята вирушили до Швеції. В народі Софія отримала прізвисько «Блакитна герцогиня» через те, що вперше вийшла на публіку у блакитній сукні із лебединим пухом. До цього часу вона вже була обізнана в історії своєї нової батьківщини і вивчила шведську та норвезьку мови.
Подружжя оселилося в Палаці Кронпринца на площі Густава Адольфа у центрі Стокгольму. Там народила чотирьох синів. 1859 помер правлячий король Оскар I, батько Оскара. Трон успадкував його старший брат Карл, а сам Оскар став кронпринцем.
Софія та Оскар жили тихим подружнім життям, тримаючись осторонь від придворних інтриг. Своїх синів вирішили віддати до громадської школи, що здивувало суспільство, оскільки до того часу принци навчались лише вдома під наглядом репетитора.

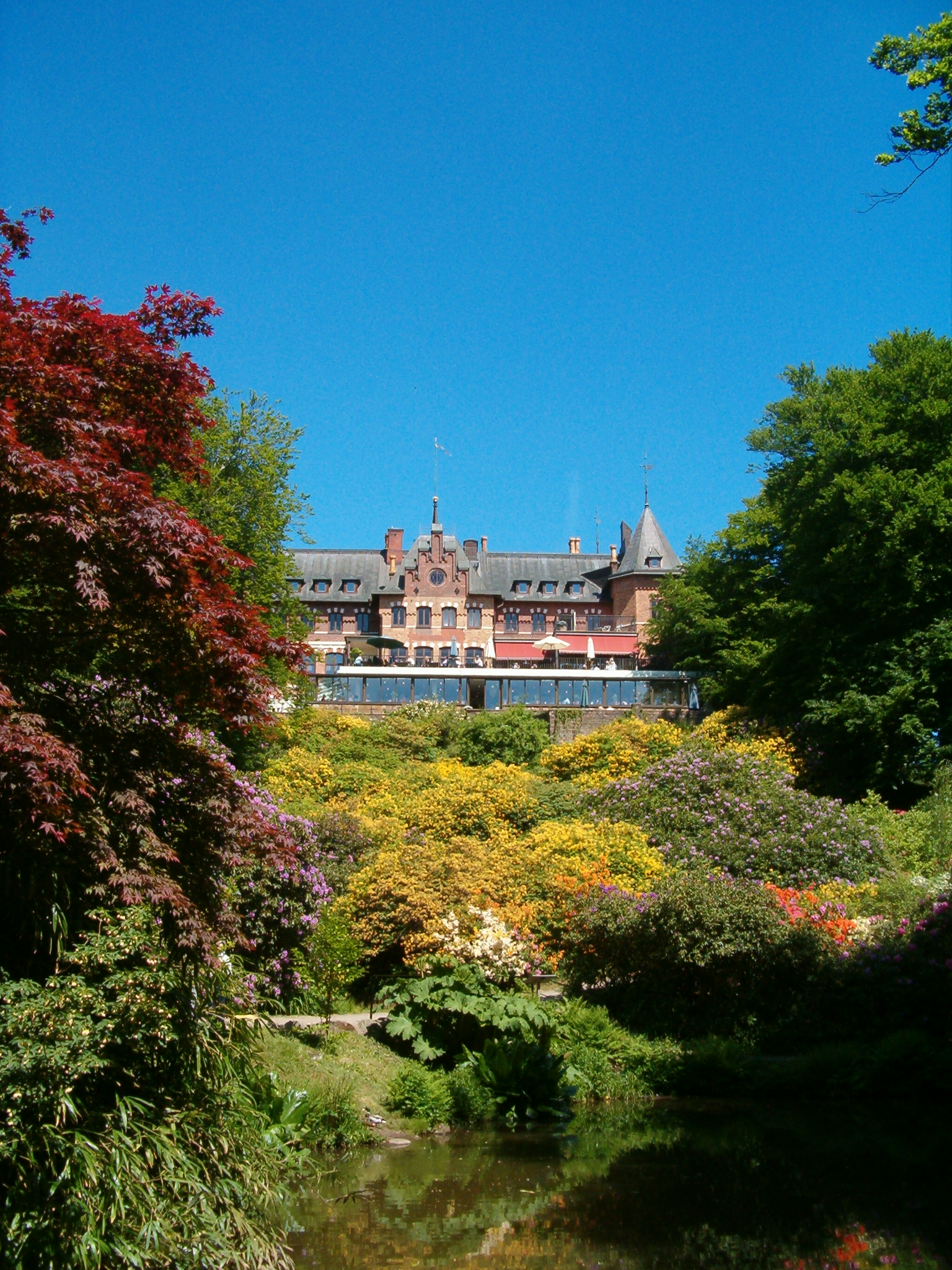
Замок Софьєро

Здоров'я кропринцеси та старшого сина було не найкращим. Літо 1864 вся родина провела на морському узбережжі, поблизу Гельсінборгу, у замку Кулла Ґуннарсторп, що належав Бальтазару фон Платену. Оскару та Софії так сподобалась мальовнича місцина поблизу, із священницькою садибою Скрабелюке, що вони придбали її у вересні того ж року. Оскільки будівля була не досить місткою, почалися роботи по її розширенню та оновленню. Новобудова отримала назву замок Софьєро, на честь Софії. Хоча, в той час, він ще залишався одноповерховою віллою. У липні 1866 родина переїхала сюди із Стокгольму. Софія мала змогу їздити верхи, а малеча помітно зміцніла від перебування на землі та свіжому повітрі.
1866 року, в результаті Австро-пруської війни, герцогство Нассау було окуповане і приєднано до Пруссії. У вересні брат Софії, Адольф I, законний володар, був змушений виїхати з країни. З того часу Софія зненавиділа мілітаристичну Прусію і дуже переживала через втрату батьківщини.
1872 Карл помер у своїй резиденції в Мальме. Під іменем Оскара II королем став чоловік Софії.
Софія продовжувала мати проблеми зі здоров'ям: вона страждала від анемії, різноманітних спазмів, болів у ногах та серці. Це змушувало її періодично відпочивати лежачи. Цей час вона, зазвичай, проводила за читанням газет, книг та журналів. Чоловік вважав, що мало хто може порівнятися із нею об'ємом знань та ясністю суджень, тож часто радився із дружиною щодо різних питань. Однак у перші роки правління він почав заводити коханок із кола співачок та акторок. Під час його зв'язку із Магдою фон Дольке королева під приводом відновлення здоров'я взагалі виїхала із королівства до Німеччини.
Софьєро залишився літньою резиденцією королівської родини. Але тепер хазяї стали правителями країни, а діти ставали все дорослішими, тож у 1874—1876 відбулася масштабна реконструкція замку. В результаті, він мав уже 35 кімнат. В наступні роки його часто відвідували як представники скандинавської аристократії, так і члени інших королівських родин.
Софія набувала все більшого інтересу до релігії. Часто, із своєю зовицею Євгенією, вона відвідувала різні релігійні заходи та збори, а 1878 році—стала послідовницею проповідника лорда Редстока, коли той відвідав Стокгольм.
У 1880-х її відносини із чоловіком покращали. Своїми ліберальними поглядами вона врівноважувала його консервативність. Була англофілкою, у той час, як Оскар орієнтувався на імперську Німеччину.
Софія захоплювалася діяльністю Флоренс Найтінгейл, читала її книжки та відвідала лікарні у Лондоні, де познайомилася з нею особисто. З 1 січня 1884 року, завдяки королеві, почала функціонувати школа підготовки жінок-медсестер. В 1887 році королівське подружжя засноувало Sophiahemmet — приватну лікарню на 60—70 місць, що прийняла перших пацієнтів два роки потому. Софія домагалася підвищення поваги до сестринської справи в суспільстві, інколи, навіть, маючи конфлікти із місцевою владою. Вона вважала сестринство святою справою, а не професією, і, на її думку, медсестри мали бути обізнані в медицині. Королева закликала жінок із аристократичних кіл суспільства долучатися до справи допомоги ближньому.
В 1887 році перенесла оваріоектомію. Вважалося, що операція пройшла успішно, проте невдовзі Софії стало важко ходити, і надалі вона часто користувалася інвалідним візком.

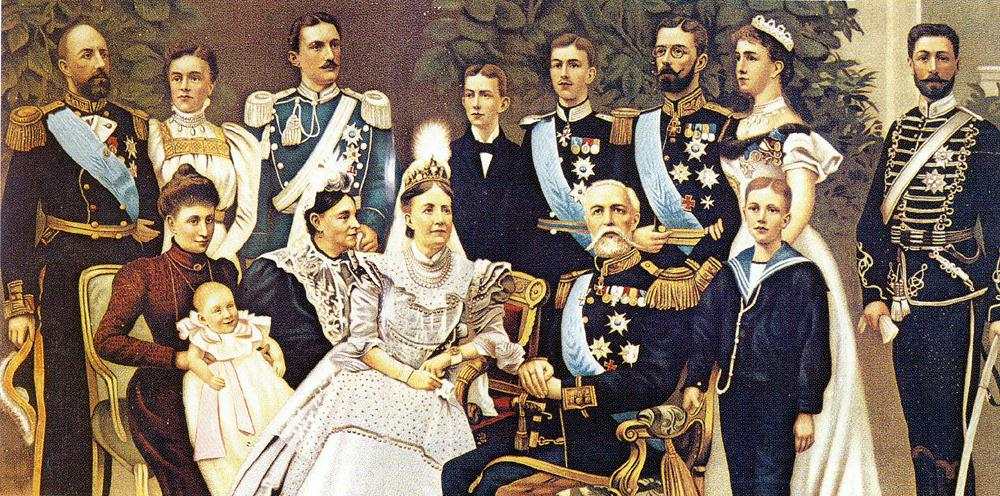
Софія у родинному колі близько 1900 року

У 1890-х подружжя все рідше відвідує Софьєро. Королева від 1892 року віддає перевагу фермі Скіннарбол у Конгсвінгері, на півдні Норвегії. Вона часто подорожує Швецією, відвідує курорти Норвегії, Німеччини та Великої Британії. Під час візиту до Парижу пообідала в звичайному ресторані, чим привернула увагу громадськості.
Влітку 1903 року королівська родинна востаннє відвідала Софьєро.
Напружені, в політичному плані, відносини із Норвегією призвели до припинення дії унії у 1905 році. 7 червня стортинґ офіційно проголосив, що «король більше не виконує функції короля Норвегії». Це фактично означало загрозу війни, проте країнам вдалося домовитися і у вересні вони дійшли згоди. Софія із своєю поміркованістю та схильністю вирішувати все мирним шляхом дуже позитивно впливала на чоловіка в той час. Новим правителем Норвегії було обрано внучатого небожа Оскара, Карла Данського, що став королем під іменем Хокона VII.
У грудні 1907 року Оскар помер. Софія після цього відійшла від суспільного життя. Вона продовжувала подорожувати, і у 1909 відвідала Німеччину на автівці. Останній раз вдовіюча королева з'явилась на публіці 3 грудня 1913 року, виступивши перед майбутніми медсестрами Sophiahemmet, серед яких була і донька її сина Оскара, Марія.
Софія пішла з життя від пневмонії 30 грудня того ж року в оточенні всієї великої родини. Їй було 77 років. Поховали королеву у Ріддірхольменкірхе.

## Родина
Чоловік — Оскар II, король Швеції
Діти:
- Густав (1858—1950) — наступний король Швеції, був одружений з Вікторією Баденською, мав трьох синів;
- Оскар (1859—1953) — герцог Готландський, граф Вісборг, був одружений з Еббою Мунк, мали п'ятеро дітей;
- Карл (1861—1951) — герцог Вестерготландський, був одружений з Інгеборгою Данською, мав трьох доньок і сина;
- Євген (1865—1947) — герцог Нерке, відомий художник та меценат, одружений не був, дітей не мав.

## Нагороди
- Орден королеви Марії Луїзи (№ 854);
- Орден Серафимів (від 28 квітня 1908).